# Amt Zierenberg
Das Amt Zierenberg (ursprünglich Amt Schartenberg)  war ein vom 14. Jahrhundert bis 1821 bestehender Verwaltungs- und Gerichtsbezirk der Landgrafschaft Hessen-Kassel und des Kurfürstentums Hessen.

## Geschichte
Ausgangspunkt des Amtes war Burg Schartenberg (für die Besitzverhältnisse vor Amtsbildung siehe dort). Am 7. Mai 1294 verkauften die Brüder von Schartenberg für 600 Mark „drei Teile des Schlosses Schartenberg und der umliegenden Gerichte“ mit Ausnahme des Gerichtes Ehrsten. Im gleichen Jahr gab Erzbischof Gerhard II. von Eppstein die Mainzer Hälfte als Lehen und Hochzeitsgabe an Elisabeth („die Mittlere“) (1276–1306), eine Tochter des Landgrafen Heinrich I. von Hessen, anlässlich ihrer Vermählung mit Graf Gerhard V. von Eppstein. Die Ehe blieb kinderlos und diese Hälfte fiel 1307 vertragsgemäß an Landgraf Johann von Hessen, Elisabeths Bruder. Damit war Hessen Besitzer von Burg und Grafschaft Schartenberg geworden.
Zur Sicherung der hessischen Herrschaft im oberen Warmetal wurde Zierenberg im späten 13. Jahrhundert durch den hessischen Landgrafen Heinrich I. gegründet. Die Stadt lag auf dem Gebiet des Klosters Hasungen. 1263 hatte Hessen im Frieden von Langsdorf das strittige mainzische Lehen der Klostervogtei erhalten, die Grundherrschaft lag aber beim Kloster. Der Landgraf erwarb daher vom Kloster die Dörfer Hilbolzen, Hedewigsen und Gerixen (heute alles Wüstungen). 1305 gab es einen Tausch einzelner Güter der Orte. Die Dörfer wurden aufgegeben und die Bewohner bildeten die neue Stadtbevölkerung. 1307 wurden erstmals Schöffen in Zierenberg genannt, spätestens 1317 wurde auch die Hochgerichtsbarkeit in Zierenberg wahrgenommen.
Der hessische Besitz rund um Zierenberg zerfiel in verschiedene Gerichte, an denen die lokalen Adligen große Anteile hatten. Ein Amt Schartenberg im engeren Sinne war so noch nicht entstanden, dennoch wird Hermann von Schartenberg 1371 als „Burgmann“ und 1377 Kurd Spiegel als Amtmann für die Ämter Zierenberg, Wolfhagen, Gudensberg, Freienhagen und Niedenstein bestellt. Bald nach 1383 starb Hermann von Spiegel und Gericht und Ort Ehrsten fiel an die Landgrafschaft und das Amt.
Im 16. Jahrhundert bestand das Amt aus der Stadt Zierenberg und den Dörfern Ehrsten, Ober- und Unter-Elsungen, Haueda, Ober- und Unter-Meiser, Niederlistingen, Westuffeln und Zwergen zusammen. Dazu kommen die adligen Dörfer Meimbressen, Ersen, Grimelsheim, Oberlistingen, Herlinghausen, Wettesingen und Breuna. 1787 trat Hessen die Rechte an Ober- und Unter-Elsungen und Niedermeiser an die Herren von der Malsburg ab und erhielt im Gegenzug die vollen Rechte in Ober- und Unter-Meiser, Meimbressen, Ehrsten, Haueda, Wettesingen und Zwergen.
1806 wurde im Rahmen der Bildung des Rheinbundes die Landgrafschaft Hessen-Kassel aufgelöst und das Amtsgebiet fiel an das Königreich Westphalen. Dort entstand der Kanton Wolfhagen. Nach dem Ende des Königreichs Westphalen wurde das Kurfürstentum Hessen wieder geschaffen und das Amt Zierenberg entstand neu. Da die Malsburg Gerichtsrechte im Königreich Westphalen aufgehoben worden waren, bildete das Amt nun einen einheitlichen Bezirk. Es bestand nun aus der Stadt Zierenberg und den Dörfern Breuna, Dörnberg, Ehrsten, Ersen, Fürstenwald, Grimelsheim, Haueda, Meimbressen, Niederelsungen, Niedermeiser, Oberelsungen, Oberlistingen, Obermeiser, Rangen, Röhde, Westuffeln, Wettesingen und Zwergen, den Höfen Escheberg, Hohenborn, Laar, Malsburg, Oedinghausen und Sieberhausen und den Kolonien Friedrichsaue und Friedrichstein.
1806 wurde im Rahmen der Bildung des Rheinbundes die Landgrafschaft Hessen-Kassel aufgelöst und das Amtsgebiet fiel an das Königreich Westphalen. Dort entstand der Kanton Zierenberg. Nach dem Ende des Königreichs Westphalen wurde das Kurfürstentum Hessen wieder geschaffen und das Amt Zierenberg entstand neu.
1821/22 wurde in Kurhessen die Trennung der Rechtsprechung von der Verwaltung eingeführt. Die Verwaltungsaufgaben gingen an den Kreis Wolfhagen (für einige Orte an den Kreis Hofgeismar), die Rechtsprechung an das Justizamt Wolfhagen. Das Amt selbst wurde aufgelöst.